# Liste antiker Ortsnamen und geographischer Bezeichnungen/Ut
| Lateinischer Name | Griechischer Name | Beschreibung                         | Heute                                              | Quellen und Verweise | Lage |
| ----------------- | ----------------- | ------------------------------------ | -------------------------------------------------- | -------------------- | ---- |
| Uthina            | Οὔθινα (Outhina)  | Stadt in der Zeugitana               | südlich von Tunis bei der ehemaligen Oudna Airbase | Smith;               |      |
| Utica             | Ἰτύκη (Itykē)     | Stadt in der Nordküste der Zeugitana | an der Mündung des Medjerda in Tunesien            | Smith;               |      |
| Utidava           |                   |                                      |                                                    | Smith;               |      |
| Utii              |                   |                                      |                                                    | Smith;               |      |
| Utis              |                   | siehe Vitis                          |                                                    |                      |      |
| Uttaris           |                   |                                      |                                                    | Smith;               |      |
| Utus              |                   |                                      |                                                    | Smith;               |      |
| Utus              |                   |                                      |                                                    | Smith;               |      |